# Maurizio Thermes
Maurizio Thermes (Roma, 7 aprile 1939) è un ex calciatore italiano, di ruolo centrocampista.

## Caratteristiche tecniche
Mediano più portato alla costruzione del gioco che all'interdizione, aveva come dote maggiore una notevole precisione nei passaggi anche di lunga distanza.

## Carriera

### Giocatore
Cresciuto nelle giovanili della Roma, esordisce con la squadra giallorosa in Serie A nella stagione 1958-1959, disputando la gara Fiorentina-Roma (1-1) del 2 giugno 1959. La forte concorrenza nel centrocampo capitolino ebbe come conseguenza la sua cessione alle Sambenedettese in Serie B. Acquistato poi dal Foggia, vi disputerà una sola stagione. Successivamente militerà anche nel Modena, squadra con la quale conseguirà la promozione in A nel campionato 1961-62, e nel Cosenza, mantenendosi su discreti livelli di rendimento, terminando la sua carriera da professionista nel 1964.